# Тейлор, Гриффит
То́мас Гри́ффит Те́йлор (англ. Thomas Griffith Taylor; 1880—1963) — австралийский учёный-географ, исследователь, участник антарктической экспедиции Роберта Скотта (1910—1913), автор 20 книг и более 200 научных статей по географии, физиографии, метеорологии и антропологии.

## Ранние годы жизни
Томас Гриффит Тейлор родился 1 декабря 1880 года в Лондоне (Уолтемстоу), Англия, в семье Джеймса Тейлора (1849—1927) — химика-металлурга, и его жены Лили Агнес — урожденной Гриффитс. Начальное образование Томас получил в небольшой английской частной школе. В 1893 году семья Тейлоров переехала в Сидней, Австралия, где отец Томаса получил работу в правительстве. В Сиднее Тейлор продолжил обучение сначала в Сиднейской грамматической школе, затем в Королевской школе в Парраматте, а после завершения обучения поступил в Сиднейский университет. В 1904 году он получил степень бакалавра наук, а в 1905 году степень бакалавра технических наук по специализации горное дело и металлургия.
После окончания университета Тейлор небольшое время проработал преподавателем в Ньюингтон колледже в Сиднее, пока его не пригласил в свою научную группу на должность лаборанта профессор Эджуорт Дэвид (будущий известный полярный исследователь, впервые достигший южного магнитного полюса Земли). Дэвид привил интерес Тейлора к палеонтологии и «живой» исследовательской работе. В 1906 году Тейлор опубликовал свою первую работу по климатологии Нового Южного Уэльса для университета Мельбурна. В 1907 году стал именным стипендиатом престижнейшей Стипендии всемирной выставки 1851 года в колледже Эммануэль Кембриджского университета. Темой его работы была геология и исследование окаменелостей археоциатов, которые были найдены на хребте Флиндерса к северу от Аделаиды (за эту работу Тейлор получил степень бакалавра в области исследований (англ. B.A.)). В 1909 году Тейлор был избран членом Геологического общества Лондона. В 1910 году завершил работу над монографией «Австралия: аспекты физиографии и экономики» (англ. Australia in its Physiographic and Economic Aspects) (впервые опубликована в 1911 году).
Во время работы в Кембридже Гриффит Тейлор познакомился и стал близким другом канадца Чарльза Райта, который предложил ему принять участие в новой экспедиции Роберта Скотта в Антарктиду. Райт договорился о собеседовании с доктором Эдвардом Уилсоном, после которого Тейлор был зачислен в научный штат экспедиции, а сам Райт был принят на должность физика.

## Экспедиция в Антарктиду

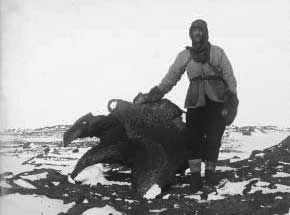
Тейлор после похода в Гранитную бухту. Фото Герберта Понтинга, 1911 год

В экспедиции Скотта Гриффит Тейлор занимался вопросами геологии и физиографии. Его основными научными задачами были исследование и картографирование местности к западу от пролива Мак-Мердо на Земле Виктории, впервые частично исследованной ещё в экспедиции Скотта (1901—1904) партиями Альберта Армитеджа и самого Скотта. Помимо этого Тейлор периодически замещал Джорджа Симпсона, выполняя работу метеоролога.
27 января 1911 года Тейлор возглавил первый поход к западу от пролива Мак-Мердо. Помимо него в состав «западной партии» входили физик Чарльз Райт, геолог Фрэнк Дебенхем и старшина Эдгар Эванс — будущий покоритель Южного полюса. Партия Тейлора провела важные геологические изыскания в сухих долинах Мак-Мердо (названных именами Тейлора, Райта и Виктории) и на ледниках Феррара и Кётлица, составила их точные карты. «Западная партия» благополучно вернулась 14 марта, достигнув хижины Скотта на полуострове Хат-Пойнт.

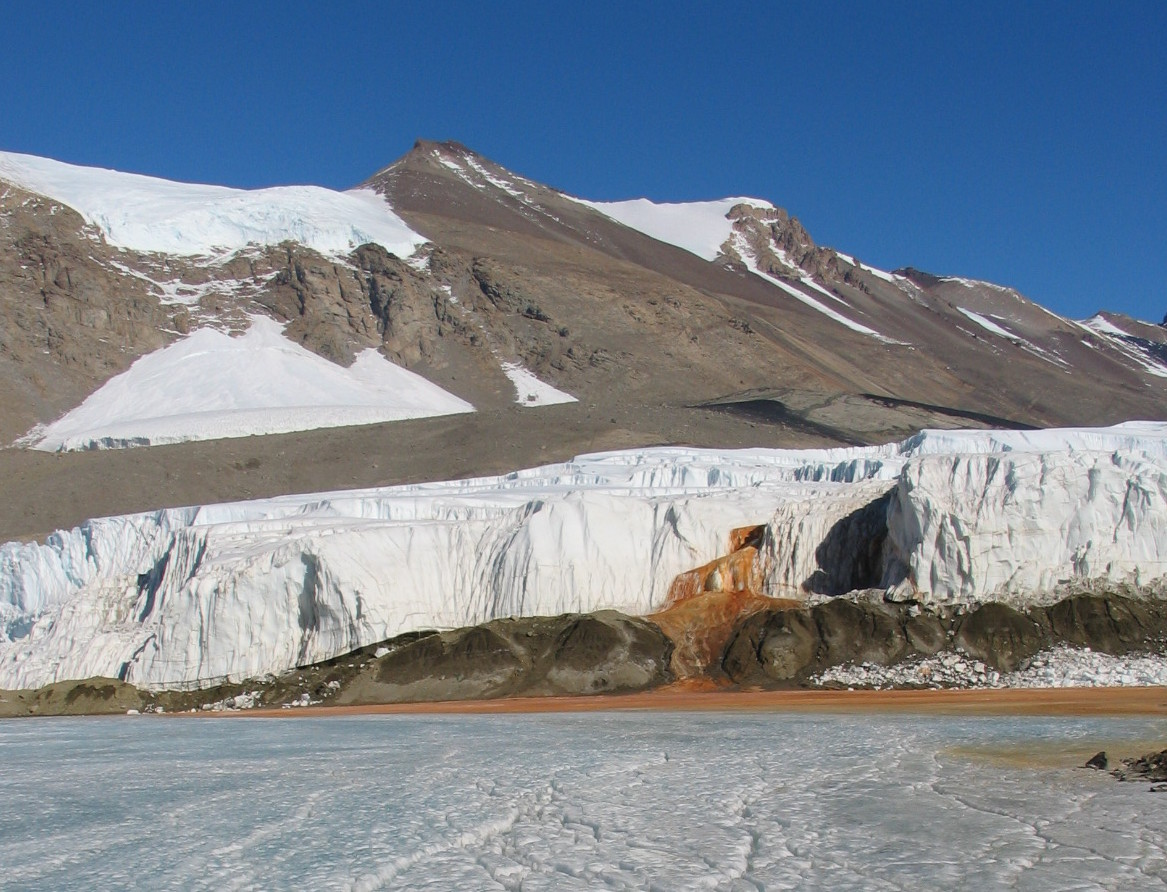
Кровавый водопад, открытый Тейлором в сухих долинах Мак-Мердо

Второй поход под руководством Тейлора начался во второй половине ноября 1911 года. Помимо Тейлора в состав партии входили Фрэнк Дебенхем, норвежец Йенс Гран и квартирмейстер Роберт Форд. На этот раз местом для проведения исследовательских работ была выбрана Гранитная бухта в, приблизительно, 100 километрах от базы Скотта на мысе Эванс. После окончания запланированных работ партия Тейлора по плану должна была быть эвакуирована из бухты в середине января 1912 года экспедиционным судном «Терра Нова», но из-за сложной ледовой обстановки корабль не смог до них добраться. Прождав судно до начала февраля, партия начала самостоятельно добираться до базы Скотта, по пути оставив небольшой склад с продуктами на мысе Робертс, который буквально спас следующей весной «северную партию» Виктора Кэмпбелла. 18 февраля 1912 года партия Тейлора была благополучно подобрана «Терра Новой» в районе ледника Кётлица (образцы геологических пород, добытых партией Тейлора, удалось забрать лишь в январе 1913 года).
4 марта 1912 года Гриффит Тейлор, срок контракта которого истёк, вместе с рядом других участников экспедиции отплыл на «Терра Нове» в Новую Зеландию. Больше Антарктиду он не посещал.

Истово преданный науке, он обладал бойким пером. За те полгода, что он провел с экспедицией, он засыпал нас статьями, начиная с отчетов о двух превосходных научных походах под его руководством в Западные горы… <> В хорошую погоду он любил лазить по скалам, пренебрегая тем, как это отражается на его одежде; я не встречал человека, который бы так быстро изнашивал обувь, а носки его впору было штопать бечевой. Движение льда и ледниковая экзарация также входили в сферу его научных интересов… В санном походе у Старого Грифа изо всех карманов торчали записные книжки, а спереди, сзади, с боков висели солнечные часы, буссоль, охотничий нож, бинокли, геологический молоток, хронометр, шагомер, фотоаппарат, анероид и другие предметы научного снаряжения, не говоря уже о защитных очках и рукавицах. В руке он часто сжимал ледоруб — на благо прогресса науки, но часто во вред своим спутникам. Тощий, одетый как попало, он так и излучал дружелюбие. <> Он возвышался над нами, подобно большой скале, и, когда срок его командировки в экспедицию — два полевых сезона — истек и он возвратился в ведение австралийской администрации, у нас образовалась ощутимая брешь.— Эпсли Черри-Гаррард

## Дальнейшая жизнь и научная карьера

### После экспедиции в Антарктиду

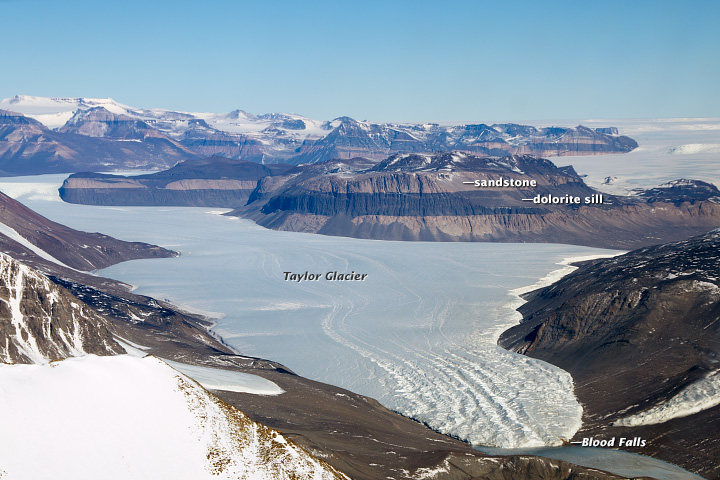
Ледник Тейлора, Антарктида, 2013

В апреле 1912 года Тейлор вернулся в Австралию, где продолжил работу во вновь созданном Бюро прогнозирования погоды (англ. Commonwealth Weather Services), куда был зачислен при содействии профессора Дэвида ещё в 1910 году по возвращении из Англии. В 1913 году он стал соавтором первого пособия по климату и погоде Австралии. Помимо этого он также принимал участие в издании Атласа Австралийского содружества (англ. Atlas of the Commonwealth of Australia). 25 июля 1913 года за вклад в научные результаты экспедиции Скотта Томас Тейлор был награждён Полярной медалью.
В том же году Тейлор познакомился с родной сестрой Рэймонда Пристли (геолога «северной партии» экспедиции Скотта) Дорис, на которой женился 8 июля 1914 года (у них родились двое сыновей и дочь, которая умерла во младенчестве). Они обвенчались в часовне Куин-Колледжа Университета Мельбурна. Обручальное кольцо для Дорис Пристли было изготовлено по эскизам леди Скотт и содержало небольшие вкрапления зелёного мрамора с верховьев ледника Бирдмора из коллекции профессора Дэвида.
За результаты научных исследований в области физиографии и геоморфологии Антарктиды Тейлор получил докторскую степень Сиднейского университета и стал членом Королевского географического общества. В 1916 году он опубликовал книгу «Вместе со Скоттом» (англ. With Scott: the Silver Living) которая была тепло принята читателями. В 1922 году вышла его книга «Физиография пролива Мак-Мердо и района Гранитной бухты».

### Работа в Австралии

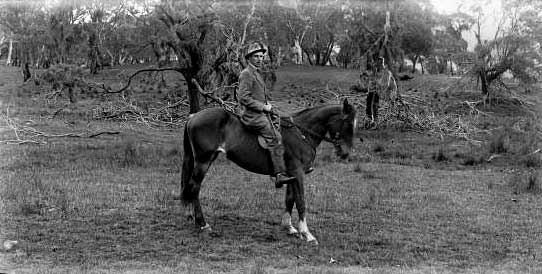
Тейлор на лошади, Канберра, 1913 год

До конца 1920-х годов Гриффит Тейлор работал в Бюро прогнозирования погоды. Он участвовал во многих исследовательских проектах, по результатам которых им были опубликованы множество книг, брошюр и статей по метеорологии, географии и климатологии Австралии, среди которых «Метеорология Австралии» (1920), «Ресурсы Австралии» (1927), «География Австралии» (1924). Эти работы сейчас хранятся в Национальной метеорологической библиотеке (англ. National Meteorological Library) и до сих пор востребованы в качестве источников информации о ресурсах и проблемах климата страны.
Исходя из результатов своих исследований, Тейлор крайне категорично относился к популярной тогда идее заселения Австралии «Австралия без границ» (англ. «Australia Unlimited»). В своих работах он обосновывал, что сельскохозяйственные ресурсы Австралии ограничены и что это, наряду с другими экологическими факторами, означает, что Австралия не сможет прокормить население в 100 миллионов человек, на увеличение численности которого до такой цифры оптимистично рассчитывали многие функционеры от правительства и, в том числе, некоторые из учёных, такие как профессор Джон Грегори, Уильям Гресби и Дейзи Бэйтс. В своих публикациях он предполагал, что численность населения Австралии к концу XX века составит порядка 19-ти миллионов человек. Кроме этого он негативно относился к идее заселения Австралии только представителями «белой» расы. За свою позицию Тейлор подвергался критике, вплоть до обвинений в «непатриотизме», но, как показало будущее, он оказался прав и его идеи, в конце концов, были приняты (в 2000 году население Австралии составляло 19 028 000 человек).
В 1921 году при содействии профессора Дэвида Гриффит Тейлор основал кафедру географии в Сиднейском университете и получил должность доцента. В 1923 году Американским географическим обществом за научные достижения в области географии он был награждён медалью Ливингстона.
В 1927 году Тейлор стал основателем и первым президентом Географического общества Нового Южного Уэльса (англ. Geographical Society of New South Wales).

### Работа в США и Канаде
В 1929 году Тейлор принял приглашение стать профессором географии в Университете Чикаго. В течение семи лет, что он провел в США, он не опубликовал ни одной работы по географии, за исключением тех, что были написаны по вопросам Антарктики и Австралии. В 1931 году Тейлор посетил Европу для участия в Международном географическом конгрессе в Париже. Он также посетил Белград, где встретился с профессором Владимиром Кёппеном. Для его фундаментальной работы «Руководство по климатологии» Тейлор написал главу по климатологии Австралии.
В апреле 1935 года он принял приглашение основать факультет географии Университета Торонто. С его открытием у Тейлора вновь появилось много работы. Он много путешествовал по всей Канаде и оказал огромное влияние на изучение географии всей Северной Америки. С 1936 по 1951 годы он опубликовал целую серию книг по урбанистике, географии и геополитике Канады, такие как «Урбанистическая география» (англ. Urban geography) (1949), «Канада» (1947), «Канада и её окружение» (1947), «Роль Канады в геополитике» и другие. Он пользовался большим уважением и любовью со стороны его учеников. Сегодня имя Тейлора носит университетская стипендия.
В 1940 году Гриффит Тейлор был избран президентом Ассоциации американских географов — первым не американцем, избранным на этот пост. В 1942 году он стал членом Королевского общества Канады, а в 1951 году первым президентом вновь созданной Канадской ассоциации географов.

### Среда обитания, расы и миграции
Отдельным направлением научной деятельности Тейлора стало изучение влияния глобальных географических факторов на формирование рас, их развитие и последующие миграции. В 1927 году была опубликована его первая работа по этой теме «Среда обитания и расы: изучение эволюции, миграций, расселения и социального статуса рас» (англ. Environment and race: a study of the evolution, migration, settlement and status of the races of man. Позднее, с многочисленными дополнениями она была переиздана в виде фундаментального исследования в 1937 году как «Environment, race, and migration: fundamentals of human distribution»). В этой работе для каждого из континентов рассматриваются такие фундаментальные географические факторы как геологическая структура, климат и изменения окружающей среды и, соответственно, их влияние на человека. Наиболее полно описаны связь неандертальцев с негроидной и австрало-веддоидной расами, археология Египта, экспансия славян, заселение Японии, классификация расового распределения и применение теории «зон и пластов» (англ. Zones and Strata) в части распространения культуры и живых существ.
По этой же теме Тейлор опубликовал «Атлас сред обитания и распределения рас» (англ. An atlas of environment and race. 110 sketch maps and diagrams for use with lectures broadcasted in fall. (1933) Университет Чикаго), «Среда обитания наций: географические факторы в культуре и политической истории Европы» (1936, Университет Чикаго), «Развитие нашей цивилизации в свете географии» (англ. Our evolving civilization an introduction to geopacifics: geographical aspects of the path toward world peace (1946) Университет Торонто).

## Последние годы жизни

Почтовая марка с изображением Гриффита Тейлора, 1976

В 1951 году Тейлор вышел на пенсию и вернулся в Сидней. Дома, в качестве заслуженного пенсионера, он занимался любительским садоводством, готовил учебники для школ, посещал высшее общество, играл в бридж и ходил в кино. В 1954 году он был избран во вновь созданную Академию наук Австралии, став единственным географом, удостоенным такой чести. В 1958 году, после некоторых проблем с публикацией, он издал свою автобиографию «Тейлор. Становление учёного.» (англ. Journeyman Taylor, the Education of a Scientis). Он планировал также издать «Journeyman at Cambridge», но она так и осталась рукописью и сейчас хранится в Институте полярных исследований имени Скотта. В 1959 году Тейлор был избран первым президентом Института австралийских географов (англ. Institute of Australian Geographers) и был удостоен Сиднейским университетом почётной докторской степени. Его последняя статья была написана для Королевского географического общества по теме дрейфа Антарктического континента.
4 ноября 1963 года в возрасте 82 лет Томас Гриффит Тейлор после непродолжительной болезни умер в пригороде Сиднея Менли. Всю свою жизнь он ежедневно вёл дневник. Незаполненными в нём остались два последних дня жизни.
Всего за свою жизнь Гриффит Тейлор написал 20 книг и более 200 научных статей. За свой значительный вклад в науку и образование он так и не был (в отличие от многочисленных друзей и коллег) удостоен государственных наград или титулов, поэтому был очень разочарован, что его супруга так никогда и не стала леди Дорис.
Имя Тейлора, помимо географических объектов в Антарктике, носит австралийская антарктическая метеостанция, здание бывшего факультета географии Сиднейского университета (в 1998 году факультет был преобразован в Школу наук о Земле (англ. School of Geosciences)), а в 1976 году с его изображением в Австралии была выпущена почтовая марка.